# Brazília az 1994. évi téli olimpiai játékokon
Brazília a norvégiai Lillehammerben megrendezett 1994. évi téli olimpiai játékok egyik részt vevő nemzete volt. Az országot az olimpián 1 sportágban 1 sportoló képviselte, aki érmet nem szerzett.

## Alpesisí
Férfi
| Versenyző               | Versenyszám | Eredmény | Helyezés |
| ----------------------- | ----------- | -------- | -------- |
| Lothar Christian Munder | Lesiklás    | 1:56,48  | 50.      |